# 600 nm 공정
600 nm(나노미터) 공정 또는 0.6 µm(마이크로미터) 공정은 회로선 폭이 600 nm인 반도체를 다루는 공정 기술 수준이다. 1994년에서 1995년 경 미츠비시, 일렉트릭, 도시바, NEC, 인텔, IBM 등의 선두적인 반도체 기업들에 의해 상용화된 공정 기술이다.

## 600 나노미터 제조 공정을 적용한 제품
- 1989년 출시된 인텔 80486DX4 CPU는 이 공정으로 만들어졌다.
- 최초의 PowerPC인 IBM/모토로라 PowerPC 601은 이 공정으로 만들어졌다.
- 코어클럭이 75 MHz, 90 MHz, 100MHz인 인텔 펜티엄 CPU는 이 공정으로 만들어졌다.